# Terry's Tea Party
Pour plus de détails, voir Fiche technique et Distribution.
Terry's Tea Party est un film muet américain réalisé par Larry Semon, sorti en 1916.

## Fiche technique
- Titre : Terry's Tea Party
- Réalisation : Larry Semon
- Scénario : C. Graham Baker, Larry Semon
- Société de production : Vitagraph Company of America
- Société de distribution : General Film Company
- Pays d'origine :  États-Unis
- Langue : film muet avec les intertitres en anglais
- Métrage : 300 m
- Format : Noir et blanc - 35 mm - 1,33:1  -  Muet
- Genre : Comédie
- Durée : 10 minutes
- Dates de sortie : 
  - États-Unis : 28 avril 1916

## Distribution
- John T. Kelly : le père
- Kate Price : la mère
- Jewell Hunt : la fille
- Hughie Mack : le fils
- Joseph Donohue : le comte
- Larry Semon : le valet
- James McCabe : Dinty